# هانتر مانستر: وايدز
هانتر مانستر: وايدز (بالإنجليزية: Monster Hunter Wilds)‏، هي لعبة فيديو يابانية من نوع أكشن تقمص الأدوار، وهي من تطوير ونشر كابكوم، سيتم إصدار اللعبة بتاريخ 28 فبراير 2025، وستعمل على منصات بلاي ستيشن 5 وإكس بوكس سيريس إكس/إس ومايكروسوفت ويندوز، حيث توفر هذه اللعبة 14 لغة، ومن بينها العربية.